# داراسون (سيتا)
داراسون (بالروسية: Дарасун) هي مدينة في مقاطعة زابايكالسكي كراي في روسيا.
يبلغ عدد سكانها حوالي 7378 نسمة.